# Yukiko Inui
Yukiko Inui (japonès: 乾 友紀子)  (Ōmihachiman, 4 de desembre de 1990) és una nedadora japonesa de natació sincronitzada, medalla de bronze olímpica el 2016 en el concurs per equips i en el duo.

## Carrera esportiva
Als Jocs Olímpics de Rio de Janeiro 2016 va guanyar la medalla de bronze en el concurs per equips, amb una puntuació de 189 punts, després de les russes (or, amb 196 punts) i les xineses (plata, amb 192 punts), sent les seves companyes d'equip: Aika Hakoyama, Kei Marumo, Risako Mitsui, Kanami Nakamaki, Mai Nakamura, Kano Omata, Kurumi Yoshida i Aiko Hayashi. També va guanyar la medalla de bronze en el duo, també després de l'equip rus i l'equip xinès, i la seva companya va ser Risako Mitsui.